# Хрватски Чунтић
Хрватски Чунтић (до 1931. и у периоду 1991-1995. Чунтић) је насељено место у саставу града Петриње, у Банији, Република Хрватска.

## Историја
Хрватски Чунтић се од распада Југославије до августа 1995. године налазио у Републици Српској Крајини.

## Становништво
На попису становништва 2011. године, Хрватски Чунтић је имао 86 становника.

## Попис 1991.
На попису становништва 1991. године, насељено место Хрватски Чунтић је имало 223 становника, следећег националног састава:
| Попис 1991.‍ | Попис 1991.‍ | Попис 1991.‍ | Попис 1991.‍ | Попис 1991.‍ |
| ----------- | ----------- | ----------- | ----------- | ----------- |
|             |             |             |             |             |
| Хрвати      | Хрвати      |             | 208         | 93,27%      |
| Срби        | Срби        |             | 9           | 4,03%       |
| Југословени | Југословени |             | 5           | 2,24%       |
| Муслимани   | Муслимани   |             | 1           | 0,44%       |
| укупно: 223 |             |             |             |             |

## Спорт
У насељу је постојао фудбалски клуб Братство и јединство.